# Margaretha af Ugglas
Margaretha af Ugglas, née le 5 janvier 1939, est une femme politique suédoise. Elle a été ministre des Affaires étrangères de 1991 à 1994.

## Distinctions
- Ordre de la Croix de Terra Mariana de première classe